# Gnophomyia quartaria
Gnophomyia quartaria är en tvåvingeart som först beskrevs av Enrico Adelelmo Brunetti 1913.  Gnophomyia quartaria ingår i släktet Gnophomyia och familjen småharkrankar. Inga underarter finns listade i Catalogue of Life.